# Préparez vos mouchoirs
Préparez vos mouchoirs is een Franse filmkomedie uit 1978 onder regie van Bertrand Blier. Hij won met deze film de Oscar voor beste anderstalige film. De film werd destijds uitgebracht onder de titel Hou je zakdoek bij de hand.

## Verhaal
Om haar uit een depressie te halen besluit Raoul een minnaar te zoeken voor zijn vrouw Solange. Hij doet een beroep op een schoolmeester die een kind bij haar moet verwekken.

## Rolverdeling
| Acteur           | Personage       |
| ---------------- | --------------- |
| Gérard Depardieu | Raoul           |
| Carole Laure     | Solange         |
| Patrick Dewaere  | Stéphane        |
| Michel Serrault  | Buurman         |
| Éléonore Hirt    | Mevrouw Belœil  |
| Jean Rougerie    | Mijnheer Belœil |
| Riton Liebman    | Christian       |